# Manfred Honeck
Manfred Honeck (Nenzing, 17 settembre 1958) è un direttore d'orchestra austriaco.

## Biografia
Figlio di Otto e Frieda Honeck, uno dei nove figli della coppia. Da giovane iniziò lo studio del violino e passo poi all'Accademia Musicale di Vienna dove iniziò a studiare anche la viola. 
Iniziò come strumentista nella Wiener Philharmoniker e nella orchestra della Wiener Staatsoper. 
Al Festival di Salisburgo nel 1984 suona il violino in concerto con i Wiener Streichersolisten.
Il suo primo approccio come direttore avvenne alla guida del Orchestra Giovanile di Vienna ed assistente di Claudio Abbado alla Gustav Mahler Jugendorchester (orchestra giovanile). Nel 1988 a Salisburgo dirige in concerto gli Ensemble Wien-Berlin.
Dal 1991 al 1996, diresse regolarmente all'Opernhaus Zürich e dal 1997 al 1998 fu direttore musicale della Norwegian National Opera ad Oslo. Fu anche a capo della MDR Symphony Orchestra di Lipsia dal 1996 al 1999. Nel 1998 fu designato direttore principale ospite alla Oslo Philharmonic per poi divenire, dal 2000 al 2006, direttore musicale della Swedish Radio Symphony Orchestra a Stoccolma. 
A Salisburgo nel 2000 dirige la Oslo-Filharmonien in concerto con il mezzosoprano Michelle DeYoung, nel 2001 Peer Gynt con la Göteborgs Symfoniker, Bo Skovhus e Barbara Bonney, nel 2002 un concerto con la Mozarteumorchester Salzburg e nel 2006 Così fan tutte con i Wiener Philharmoniker, Ana María Martínez e Sir Thomas Allen.
Nella stagione 2007-2008 è stato nominato direttore principale della Staatsoper di Stoccarda con un contratto iniziale di quattro anni.
Nel maggio 2006, negli Stati Uniti, Honeck tenne un concerto che suscitò l'entusiasmo del pubblico, alla guida della Pittsburgh Symphony Orchestra. Nel novembre 2006 ritornò a Pittsburgh per un concerto che ottenne delle entusiastiche critiche. Questo ulteriore successo indusse l'Orchestra a valutare l'opportunità di affidare il podio ad Honeck a seguito delle dimissioni dell'allora direttore sir Andrew Davis nel 2008. Il 24 gennaio 2007 il management del Teatro annunciò alla stampa che Honeck era stato nominato direttore musicale. La nomina sarebbe diventata effettiva con la stagione 2008-2009.
A Salisburgo nel 2013 dirige Jeanne d'Arc e nel 2014 due concerti con musiche di Mozart.
Honeck vive nel villaggio di Altach, Vorarlberg in Austria con la moglie Christiane e i loro sei figli.